# میتسوبیشی کرپریشن
میتسوبیشی کورپوریشن (به ژاپنی: 三菱商事株式会社) بزرگترین شرکت تجارت کالای ژاپنی است، که به‌عنوان شرکت تابعه گروه میتسوبیشی فعالیت می‌کند. 
شمار کارکنان میتسوبیشی کورپوریشن، بیش از ۸۰،۰۰۰ نفر است و ستاد مرکزی آن، در منطقه مارونوچی، واقع در چیودا، توکیو قرار دارد.

## تاریخچه
ریشه های این شرکت به مجموعه میتسوبیشی می رسد که توسط یاتارو ایوازاکی تأسیس شد. ایوازاکی در ابتدا توسط طایفه توسا در استان کوچی امروزی استخدام شد که او را در دهه 1860 به ناگاساکی فرستادند. در طول این مدت، ایوازاکی به ساکاموتو ریوما، یکی از شخصیت‌های اصلی اصلاحات میجی که به شوگونات توکوگاوا پایان داد و برتری امپراتور ژاپن را در سال 1867 بازگرداند، نزدیک شد. مستقر در اوزاکا این شرکت در سال های بعد نام خود را به Mitsukawa Shokai و سپس به Mitsubishi Shokai تغییر داد.در حدود سال 1871، این شرکت به شرکت کشتی بخار میتسوبیشی تغییر نام داد و خدمات پستی را بین یوکوهاما و شانگهای با حمایت دولتی آغاز کرد.

تحت رهبری ایوازاکی در اواخر دهه 1800، میتسوبیشی تجارت خود را به بیمه توکیو مارین نیچیدو، معدن (معدن زغال سنگ تاکاشیما) و کشتی سازی متنوع کرد. پس از مرگ او در سال 1885، جانشین او یانوسوکه ایوازاکی عملیات حمل و نقل را با یک شرکت رقیب ادغام کرد تا نیپون یوسن کایشا (NYK) را تشکیل دهد و تجارت میتسوبیشی را دوباره بر روی استخراج زغال سنگ و مس متمرکز کرد. در سال 1918، تجارت بین‌المللی این گروه برای تشکیل میتسوبیشی شوجی کایشا منحل شد. Mitsubishi Goshi Kaisha به عنوان شرکت مادر گروه در طول جنگ جهانی دوم خدمت کرد، در طی آن شرکت گروه صنایع سنگین میتسوبیشی (که در سال 1934 راه اندازی شد) کشتی ها، هواپیماها و ماشین آلات سنگین را برای جنگ تولید کرد.

پس از جنگ، دولت داگلاس مک آرتور خواستار انحلال شرکت‌های «زایباتسو» که بر اقتصاد ژاپن تسلط داشتند، شد. میتسوبیشی تنها زایباتسو بزرگی بود که در ابتدا به دستور رئیس جمهور کویاتا ایوازاکی، که به شدت بیمار شد، در ابتدا این درخواست را رد کرد. میتسوبیشی سرانجام در سال 1947 منحل شد و تحت قوانین محدود کننده ای که توسط مقامات اشغالگر تحمیل شد، کارمندان بازوی تجاری میتسوبیشی شوجی به 100 شرکت جداگانه تغییر نام دادند. از آغاز سال 1950، محدودیت‌ها برای تجمیع مجدد زایباتسو کاهش یافت و تا سال 1952 اکثر میتسوبیشی شوجی سابق در سه شرکت ادغام شدند.شرکت فعلی میتسوبیشی با ادغام این سه شرکت برای تشکیل Mitsubishi Shoji Kaisha، Ltd در سال 1954 تاسیس شد. میتسوبیشی شوجی در همان سال در بورس توکیو و بورس اوساکا پذیرفته شد. در سال 1971 نام خود را به "میتسوبیشی کرپریشن" تغییر داد. همزمان با راه اندازی مجدد، میتسوبیشی کرپریشن چهارده دفتر رابط در خارج از ژاپن و همچنین یک شرکت تابعه آمریکایی به نام شرکت بین المللی میتسوبیشی با دفاتری در نیویورک و سانفرانسیسکو افتتاح کرد. تا سال 1960، میتسوبیشی کرپریشن پنجاه و یک دفتر در خارج از کشور داشت. اولین سرمایه گذاری بزرگ میتسوبیشی کرپریشن در خارج از ژاپن، پروژه گاز طبیعی مایع در برونئی بود که در سال 1968 متعهد شد. 
همراه با بانک میتسوبیشی، شرکت میتسوبیشی نقش مرکزی را در تجارت بین‌المللی برای سایر مؤسسات میتسوبیشی زایباتسو سابق در دوران پس از جنگ، مانند صنایع سنگین میتسوبیشی و شرکت میتسوبیشی موتورز، ایفا کرد و یک گروه تجاری بزرگ کیرتسو را تشکیل داد که جلسه جمعه دوم را پایگزاری کرد به نام (Kinyo-kai) که متشکل از مدیران ارشد شرکت‌ها بود.
میتسوبیشی کرپریشن بزرگترین شرکت بازرگانی عمومی ژاپن از اواخر دهه 1960 تا اواسط دهه 1980 بود. پس از سقوط به رتبه پنجم در سال 1986، یک سری خریدهای بزرگ و ادغام در خارج از کشور را همراه با سایر شرکت های گروه میتسوبیشی آغاز کرد. تا سال 2015، میتسوبیشی کرپریشن دوباره رتبه اول شرکت بازرگانی عمومی را از نظر درآمد خالص کسب کرد. با این حال، میتسوبیشی کرپریشن اولین ضرر خالص پس از جنگ خود را در سال مالی منتهی به مارس 2016، در بحبوحه کاهش رشد اقتصاد چین و رکود در بازارهای کالا تجربه کرد، که باعث شد میتسوبیشی کرپریشن موقعیت شماره 1 خود را در برابر ایتوچو از دست بدهد.
برکشر هاتاوی بیش از 5 درصد از سهام شرکت را به همراه چهار خانه تجاری ژاپنی دیگر در دوره 12 ماهه منتهی به اوت 2020 به دست آورد.
شرکت میتسوبیشی یکی از بزرگترین شرکت های تجاری ژاپن محسوب می شود. طبق گزارش فوربس، این شرکت یکی از 2000 شرکت برتر در جهان به حساب می آید.

## شرکت‌های تابع و وابسته
شرکت های زیر قسمتی از شرکت‌های متعلق به شرکت میتسوبیشی کرپریشن هستند:
- متال وان [۱۰]

- لاسان
- نیکن کرپریشن[۱۱]

## سه اصل شرکت

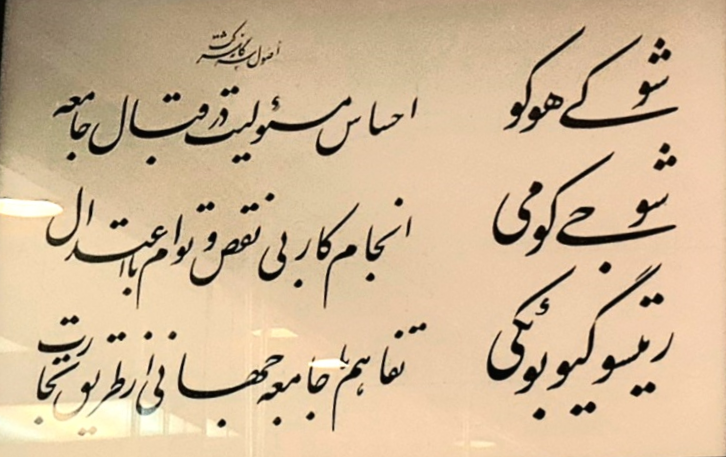
سه اصل شرکت میتسوبیشی کرپریشن به فارسی

- مسئولیت شرکت در قبال جامعه - تلاش برای غنی سازی جامعه، هم از نظر مادی و هم از نظر معنوی، و در عین حال کمک به حفظ محیط زیست جهانی
- صداقت و انصاف - رعایت اصول و شفافیت، انجام تجارت با صداقت و انصاف
- درک جهانی از طریق کسب و کار - گسترش کسب و کار، بر اساس دیدگاه جهانی همه جانبه  [۱۲]

## بخش های تجاری
بخش‌های شرکت میتسوبیشی به دوازده بخش تجاری تقسیم می شوند:
1. گروه تحول دیجیتالی صنعت
2. گروه گاز طبیعی
3. گروه محلول مواد شیمیایی
4. گروه زیرساخت های صنعتی
5. گروه صنایع غذایی
6. گروه تولید نیرو
7. گروه تجاری انرژی نسل جدید
8. گروه مواد صنعتی
9. گروه منابع معدنی
10. گروه خودرو
11. گروه صنعت مصرف کننده
12. گروه عمران شهری